# Dickersbronn
Dickersbronn ist ein Gemeindeteil des Marktes Schopfloch im Landkreis Ansbach (Mittelfranken, Bayern). Die Gemarkung Dickersbronn hat eine Fläche von 2,705 km². Sie ist in 355 Flurstücke aufgeteilt, die eine durchschnittliche Fläche von 7619,60 m² haben. In ihr liegen neben dem namensgebenden Ort die Gemeindeteile Franzenmühle und Köhlau.

## Geografie
Das Dorf liegt am Mühlgraben (in seinem Unterlauf Hellenbach genannt), einem linken Zufluss der Wörnitz. Im Osten und im Süden befinden sich kleinere Waldgebiete (im Süden Sägholz genannt), ansonsten ist der Ort von Acker- und Grünland mit vereinzeltem Baumbestand umgeben. Gemeindeverbindungsstraßen führen nach Köhlau (1,2 km nordöstlich), nach Lehengütingen zur Bundesstraße 25 (1 km westlich) und nach Hellenbach (1 km südlich).

## Geschichte
Die Fraisch über Dickersbronn wurde sowohl vom ansbachischen Oberamt Feuchtwangen als auch vom oettingen-spielbergischen Oberamt Dürrwangen beansprucht. Die Reichsstadt Dinkelsbühl wollte sie auf ihren Anwesen geltend machen. 1732 gab es 16 Anwesen und ein Gemeindehirtenhaus. Grundherren waren das Stiftsverwalteramt Feuchtwangen (2 Güter), der Deutsche Orden (1 Hof), das Oberamt Dürrwangen (3 Anwesen) und die Reichsstadt Dinkelsbühl (1 Hof, 1 Mühle, 8 Anwesen). Gegen Ende des 18. Jahrhunderts gab es weiterhin 16 Anwesen und ein Gemeindehirtenhaus mit denselben Grundherren. Die Angaben sind jedoch präziser: Stiftsverwalteramt Feuchtwangen (1 Gut, 1 Gütlein), Oberamt Dürrwangen (2 Halbhöfe, 1 Viertelhof), das Obervogteiamt Dinkelsbühl des Deutschen Ordens (1 Hof) und die Reichsstadt Dinkelsbühl (Evangelische Kirchenpflege: 1 Gütlein; Karmelitenkloster: 1 Gütlein; Siechenpflege: 1 Hofgut; Spital: 2 Hofgüter, 2 halbe Hofgüter, 1 Gut; die Dinkelsbühler Eigenherren Bühlmeyer und Rothmund: 1 Hofgut, 1 Gütlein). Von 1797 bis 1808 unterstand der Ort dem Justiz- und Kammeramt Feuchtwangen.
1806 kam Dickersbronn an das Königreich Bayern. Mit dem Gemeindeedikt wurde Dickersbronn 1809 dem Steuerdistrikt Schopfloch und der Ruralgemeinde Lehengütingen zugeordnet. Mit dem Zweiten Gemeindeedikt (1818) entstand die Ruralgemeinde Dickersbronn, zu der Franzenmühle und Köhlau gehörten. Sie war in Verwaltung und Gerichtsbarkeit dem Landgericht Dinkelsbühl zugeordnet und in der Finanzverwaltung dem Rentamt Dinkelsbühl (1919 in Finanzamt Dinkelsbühl umbenannt, seit 1973 Finanzamt Ansbach). Die Verwaltung übernahm 1862 das neu geschaffene Bezirksamt Dinkelsbühl (1939 in Landkreis Dinkelsbühl umbenannt). Die Gerichtsbarkeit lag beim im gleichen Jahr gebildeten Stadt- und Landgericht Dinkelsbühl (1879 in das Amtsgericht Dinkelsbühl umgewandelt, das seit 1973 eine Zweigstelle des Amtsgerichtes Ansbach ist). Mit der Auflösung des Landkreises Dinkelsbühl im Jahr 1972 kam Dickersbronn an den Landkreis Ansbach. Die Gemeinde hatte 1964 eine Gebietsfläche von 2,651 km². Im Zuge der Gebietsreform in Bayern wurde diese am 1. Mai 1978 nach Schopfloch eingemeindet.

### Bodendenkmal
- Turmhügel Dickersbronn[15]

### Einwohnerentwicklung
Gemeinde Dickersbronn
| Jahr      | 1818   | 1840   | 1852   | 1855   | 1861   | 1867   | 1871   | 1875   | 1880   | 1885   | 1890   | 1895   | 1900   | 1905   | 1910   | 1919   | 1925   | 1933   | 1939   | 1946   | 1950   | 1952   | 1961   | 1970   |
| Einwohner | 120    | 149    | 146    | 153    | 155    | 143    | 131    | 130    | 144    | 144    | 146    | 128    | 131    | 121    | 135    | 145    | 139    | 129    | 116    | 177    | 153    | 148    | 126    | 128    |
| Häuser    | 23     | 24     |        |        |        |        | 24     |        |        | 25     | 25     |        | 24     |        |        |        | 24     |        |        |        | 26     |        | 26     |        |
| Quelle    | [ 17 ] | [ 18 ] | [ 19 ] | [ 19 ] | [ 20 ] | [ 21 ] | [ 22 ] | [ 23 ] | [ 24 ] | [ 25 ] | [ 26 ] | [ 19 ] | [ 27 ] | [ 19 ] | [ 28 ] | [ 19 ] | [ 29 ] | [ 19 ] | [ 19 ] | [ 19 ] | [ 30 ] | [ 19 ] | [ 12 ] | [ 31 ] |

Ort Dickersbronn
| Jahr      | 001818 | 001840 | 001861 | 001871 | 001885 | 001900 | 001925 | 001950 | 001961 | 001970 | 001987 | 002016 |
| Einwohner | 100    | 123    | 133 *  | 108    | 120    | 104    | 109    | 126    | 107    | 107    | 108    | 155    |
| Häuser    | 19     | 20     |        |        | 19     | 20     | 20     | 22     | 22     |        | 26     |        |
| Quelle    | [ 17 ] | [ 18 ] | [ 20 ] | [ 22 ] | [ 25 ] | [ 27 ] | [ 29 ] | [ 30 ] | [ 12 ] | [ 31 ] | [ 32 ] |        |

## Religion
Der Ort ist seit der Reformation evangelisch-lutherisch geprägt und bis heute nach St. Wendelin (Lehengütingen) gepfarrt. Die Katholiken sind nach St. Georg (Dinkelsbühl) gepfarrt.